# Холман, Стив
Стивен Клифтон Орландо Холман (англ. Steven Clifton Orlando Holman; род. 2 марта 1970, Индианаполис) — американский легкоатлет, специалист по бегу на средние дистанции. Выступал за сборную США по лёгкой атлетике в 1990-х годах, обладатель бронзовой медали Игр доброй воли в Санкт-Петербурге, чемпион США в беге на 1500 метров и на 1 милю, участник летних Олимпийских игр в Барселоне.

## Биография
Стив Холман родился 2 марта 1970 года в Индианаполисе, штат Индиана. Детство провёл в Ричфилде, Миннесота, учился в местной старшей школе Richfield High School. Поскольку школа была слишком маленькой для создания хорошей команды по футболу, Холман решил заняться лёгкой атлетикой и вскоре стал показывать высокие результаты на средних дистанциях, выйдя к концу 1980-х годов на национальный уровень.
Продолжил спортивную карьеру в Джорджтаунском университете, состоял в местной легкоатлетической команде «Джорджтаун Хойяс», проходил подготовку под руководством тренера Фрэнка Гальяно. Добился больших успехов на студенческих соревнованиях, в частности в 1991 году выиграл чемпионат первого дивизиона Национальной ассоциации студенческого спорта (NCAA) в эстафете 4 × 800 метров, а в 1992 году стал чемпионом в беге на 1500 метров — в рейтинге сильнейших атлетов в данной дисциплине журнал Track & Field News поместил его на второе место. Будучи студентом, десять раз Холман получал статус всеамериканского спортсмена.
Благодаря череде успешных выступлений в 1992 году вошёл в основной состав американской сборной и удостоился права защищать честь страны на летних Олимпийских играх в Барселоне, где в 1500-метровом беге дошёл до стадии полуфиналов.
В 1993 году в дисциплине 1500 метров стал четвёртым на чемпионате мира в помещении в Торонто.
В 1994 году среди прочего отметился выступлением на Играх доброй воли в Санкт-Петербурге, где завоевал бронзовую награду в зачёте бега на 1 милю.
В 1996 году стал чемпионом США в беге на 1 милю.
В 1997 году бежал 1500 метров на чемпионате мира в Афинах, в финал не вышел.
В 1998 году в беге на 1 милю финишировал девятым на Играх доброй воли в Нью-Йорке.
В 1999 году финишировал шестым в беге на 3000 метров на чемпионате мира в помещении в Маэбаси. В дисциплине 1500 метров одержал победу на чемпионате США в Юджине, стал девятым на чемпионате мира в Севилье.
Завершив спортивную карьеру в 2001 году, Холман поступил в Уортонскую школу бизнеса при Пенсильванском университете, где получил степень магистра делового администрирования. Проявил себя в финансовой сфере, в течение многих лет работал в крупной инвестиционной компании The Vanguard Group. При этом продолжал участвовать в соревнованиях по бегу в качестве любителя, пробежал марафон Twin Cities и Нью-Йоркский марафон.